# Trichispa
Trichispa là một chi bọ cánh cứng trong họ Chrysomelidae.
Chi này được miêu tả khoa học năm 1875 bởi Chapuis.

## Các loài
Chi này gồm các loài:
- Trichispa sericea (Guérin-Méneville, 1838)